# Seán Moylan

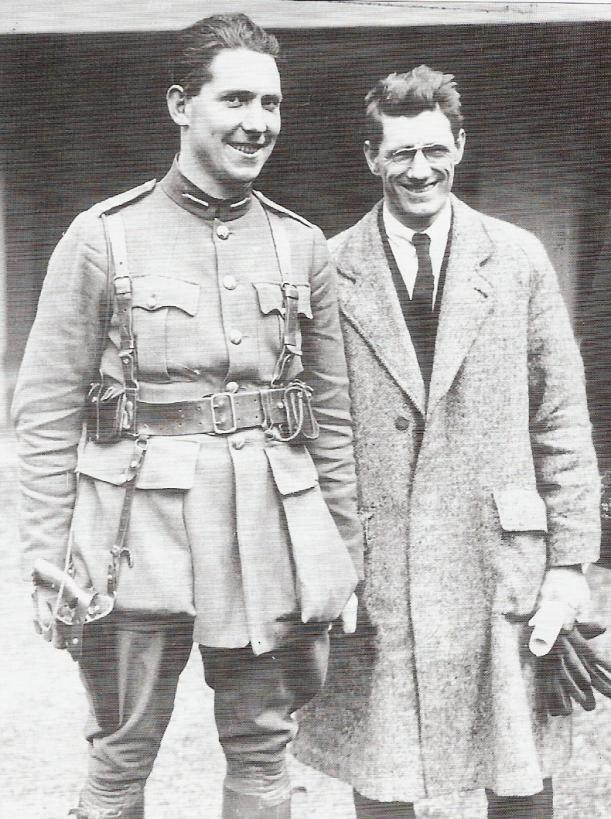
Seán Moylan (rechts) mit Seán Mac Eoin, ca. Juni 1922

Seán Moylan (irisch Seán Ó Maoláin, * 19. November 1888 in Kilmallock, County Limerick; † 16. November 1957) war ein irischer Politiker der Sinn Féin sowie der Fianna Fáil.

## Biografie
Er lernte zunächst Zimmermann. Während des Irischen Unabhängigkeitskrieges war er Kommandant der Irisch-Republikanischen Armee (IRA) in Nord–Cork. Während des Irischen Bürgerkriegs kämpfte er auf der republikanischen Seite.
1921 war Seán Moylan als Vertreter der Sinn Féin zum Mitglied des Unterhauses (Dáil Éireann) gewählt sowie 1922 im Wahlkreis Cork Mid, North, South, South-East, West wiedergewählt. Als Gegner des Anglo-Irischen Vertrages von 1921 nahm er jedoch seinen Sitz im Unterhaus nicht an und gehörte damit innerhalb der Sinn Féin zu den sogenannten Vertragsgegnern (Anti Treaty). 1923 verzichtete er auf eine erneute Kandidat für das Unterhaus.
Nach der Gründung der Partei Fianna Fáil 1926 schloss er sich dieser an und wurde 1932 für diese bei den Unterhauswahlen in das Parlament gewählt. Er vertrat nach acht anschließenden Wiederwahlen bis 1957 die Interessen des Wahlkreises Cork North.
Im Juli 1937 wurde er parlamentarischer Sekretär beim Minister für Industrie und Handel und behielt dieses Amt nach einer kurzen Unterbrechung von Mai bis Juni 1938 bis zum 9. Februar 1943. Zugleich war er von August 1939 bis zum 26. Juni 1943 auch parlamentarischer Sekretär beim Verteidigungsminister sowie vom 10. Februar bis zum 26. Juni 1943 parlamentarischer Sekretär beim Finanzminister.
Am 2. Juli 1943 berief ihn Premierminister (Taoiseach) Éamon de Valera erstmals in sein Kabinett, dem er bis zur Wahlniederlage der Fianna Fáil am 18. Februar 1948 als Minister für Ländereien angehörte. Nachdem die Fianna Fáil die Unterhauswahlen 1951 gegen die Fine Gael gewonnen hatte, war er vom 13. Juni 1951 bis zum 2. Juni 1954 Bildungsminister im Kabinett von de Valera.
Bei den Parlamentswahlen 1957 erlitt er eine Niederlage und schied aus dem Unterhaus aus. Allerdings wurde er von Premierminister de Valera zum Mitglied des Senats (Seanad Éireann) nominiert und gehörte diesem bis zu seinem Tod als Vertreter der Fianna Fáil an. Zugleich war er im Kabinett de Valera vom 16. Mai bis zu seinem Tod am 16. November 1957 Landwirtschaftsminister. Er war damit der erste Senator, der als Minister zum Mitglied einer Regierung ernannt wurde.